# Shirley Conran
Dame Shirley Ida Conran DBE (* 21. September 1932 in London als Shirley Ida Pearce; † 9. Mai 2024 ebenda) war eine britische Romanschriftstellerin und Journalistin, die auch Sachbücher veröffentlicht hat. Im deutschsprachigen Raum ist sie vor allen Dingen aufgrund ihrer Liebesromane bekannt, die in gewisser Hinsicht aufgrund der freizügigen Themen- und Sprachwahl feministische Züge aufweisen.

## Leben
Conran wurde als Tochter eines Inhabers mehrerer Reinigungsfirmen geboren. Ihre schulische Ausbildung absolvierte sie an der St. Pauls Girls School in Hammersmith und an einem Internat in der Schweiz. In St. Pauls schloss sie Freundschaft mit der späteren Malerin Gillian Ayres. Im Alter von 19 Jahren warf ihr Vater, ein gewalttätiger Alkoholiker, ohne Widerstand ihrer Mutter Conran aus dem Haus. Aufgrund ihres Interesses für die Techniken der bildende Kunst begann sie Bildhauerei am Portsmouth Art College (heute Teil der Universität Southampton) zu studieren; später studierte sie Malerei am Chelsea Polytechnic College (heute Universität London). Auch wenn sie sich später der Schriftstellerei und dem Journalismus zuwandte, ist ihr die Liebe zur Kunst erhalten geblieben, wie ihre Sammlung von ethnographischen Werken und Bildern der zeitgenössischen Malerei, insbesondere der Werke David Hockneys, bezeugen.
Shirley Conran besuchte schließlich die University of Portsmouth, um dort Kreatives Schreiben zu studieren. Im Verlauf ihrer schriftstellerischen Karriere verfasste sie einige Bestseller, wie beispielsweise Lace mit rund drei Millionen verkauften Exemplaren, das eine Adaption als Miniserie in den Vereinigten Staaten erlebte, und die Sachbuchreihe Superwoman. Ihre insbesondere in den 80er Jahren recht populären Liebesromane wurden insgesamt in 20 Sprachen übersetzt. Im deutschsprachigen Raum war Die Insel der fünf Frauen ihr erfolgreichster Roman, der mehrere Auflagen bei verschiedenen Verlagen erlebte.
In ihrer Zeit als Journalistin arbeitete sie ab 1964 als Kolumnistin für Vanity Fair und ab Beginn der 1960er Jahre als Redakteurin des „Frauenteils“ von The Daily Mail und Verfasserin von Features für The Observer. In den 1960er Jahren knüpfte sie viele Kontakte und trat mit der Women in Media in eine der damaligen Feminismusorganisationen ein.
Sie wurde erfolgreich wegen Hautkrebs behandelt und war an Myalgischer Enzephalomyelitis/Chronischem Fatigue-Syndrom (ME/CFS) erkrankt. Mit Superwoman. Everywoman’s book of household management ein Haushaltsmanagementbuch für moderne Frauen. Tenor dieses erfolgreichen Buches war ihr Zitat, dass das Leben zu kurz sei, um es mit dem Füllen von Pilzen, sprich dem bloßen Erfüllen von Haushaltsdiensten für Dinnerpartys, zu vergeuden. Auch wenn das Buch insgesamt ein Verkaufsschlager von 750.000 Hardcoverexemplaren war, verstand es ihr damaliger Verleger die Recherchekosten auf sie abzuwälzen und machte in erster Linie selbst Profit davon. Dennoch blieb sie bei dieser Reihe und besorgte sich für ihre US-amerikanischen Verträge einen Anwalt.
Conran war mit dem britischen Designer, Restaurateur, Einzelhändler und Autor Terence Conran von 1955 bis 1962 verheiratet. Ihre beiden Kinder Sebastian Conran und Jasper Conran arbeiten ebenfalls als Designer, wobei sich Jasper auf das Entwerfen von Mode konzentriert. 1994 zählte man sie als 84-reichste Frau Großbritanniens. Shirley Conran wohnte sowohl in Cannes, Frankreich, in einem aus dem 11. Jahrhundert stammenden Château, als auch in London. Vom Ende der 70er Jahre bis Mitte der 1990er Jahre lebte sie in Monaco, da ihr alter Freund und Kollege Anthony Burgess sie davon überzeugt hatte, dass es wesentlich günstiger als die überteuerten Mieten in London sei.
Aus Anlass ihres 80. Geburtstags wurde Lace in einer überarbeiteten Fassung und mit einem Nachwort der Autorin versehen neu aufgelegt. So legte Conran selbst viel Wert darauf, dass Wörter wie Masturbation, die ihr selbst in den 1980er Jahren noch vom Verleger untersagt wurden, nun wieder im Text stehen. Ihrer Auffassung nach seien Frauen ihrer Generation nur in der Lage gewesen, mittels eigenem Geld Macht über ihr Leben zu bekommen. Sie selbst habe dies zweimal in ihrem Leben auf die „harte Art“ lernen müssen – einmal durch den Rauswurf aus dem Elternhaus, das andere Mal durch die Scheidung in jungen Jahren.
„In my teens, money was a dirty word. My parents would say, 'You get everything paid for: what do you want money for? Be grateful for what you’ve got.' But what women experience is that money can make unhappiness a great deal more endurable; 99.9 per cent of the goddam globe belongs to men. The importance of money is played down to women – but if it’s so unimportant, why have the men got it all?“ – „Während meiner Teenagerzeit war Geld ein schmutziges Wort. Meine Eltern hätten gesagt, ‚Du hast alles, was mit Geld bezahlt worden ist: warum benötigst du also Geld? Sei dankbar für das, was du hast.‘ Aber die Erfahrung lehrt die Frauen, das einem Geld unglücklich machen kann, mehr als man zu ertragen vermag; 99,9 % der verdammten Welt gehört Männern. Die Wichtigkeit von Geld wird dabei gegenüber Frauen heruntergespielt – aber wenn es so unwichtig ist, warum besitzen es dann die Männer?“
In diesem Kontext bezeichnete es die Presse als interessant, dass Terence Conrans „offizielle“ Biografie jahrzehntelang zwar stets die Namen der Söhne erwähnte, aber den Namen ihrer leiblichen Mutter unterschlug. Als ihr Sohn Jasper in einem Interview bekundete, dass er von seiner Mutter entfremdet sei und sie dies bei einem Telefonat mit ihm klären wollte, stellte sie zu ihrer Überraschung fest, dass er für sie aufgrund seiner beruflichen Termine unerreichbar blieb und sah darin einen wahren Kern. Inzwischen äußert sie selbst, dass sie seit zehn Jahren nicht mehr mit ihrem Sohn Jasper gesprochen habe und erklärte, dass sie besser keine Kinder in die Welt gesetzt hätte. Denn derart auf sich allein gestellt hätte sie sich zwischen Karriere und Mutterdasein aufteilen müssen. Dessen ungeachtet widmete sie die Neuauflage ihres Bestsellers Lace ihren beiden Söhnen.

## Soziales Engagement
Shirley Conran gründete mehrfach Nonprofit-Organisationen, 1998 „Mothers in Management“, 2001 die Organisation „Work Life Balance Trust“ und 2018 „Maths Anxiety Trust“, eine Organisation zur Unterstützung des Erwerbs von Mathematikkenntnissen.

## Privatleben
Shirley Conran war dreimal verheiratet, 1955–1962 mit Terence Conran (nach eigener Aussage der Liebe ihres Lebens) und später mit John Stephenson und Kevin O’Sullivan.
Shirley Conran war darüber hinaus eng mit der Ehefrau des damaligen britischen Thronfolgers Charles III Lady Diana Princess of Wales befreundet, der sie weitergehende Kontakte im Bereich Kultur vermittelte.
Im Dezember 2023 wurde Conran als Dame Commander des Order of the British Empire (DBE) geadelt.
Im Mai 2024 starb Conran im Alter von 91 Jahren in London.

## Werke
Romane
- Lace. Simon & Schuster 1982.
  - Love. Aus dem Englischen übertragen von Claus Fischer, Diana-Verlag, Zürich 1984, ISBN 3-905414-05-8. (Nach 1988 auch mehrfach unter dem Titel Blutsbande veröffentlicht)
- Lace 2. 1985.
- The Complete Story. omnibus 1986.
- Savages. 1987.
  - Die Insel der fünf Frauen. Aus dem Englischen übersetzt von Monika Seeger, Diana-Verlag, Zürich 1988, ISBN 3-905414-75-9.
- Crimson. 1992.
  - Die Dynastie der Frauen. Aus dem Englischen übersetzt von Christine Mössel, Hestia, Rastatt 1993, ISBN 3-89457-034-2.
- Tiger Eyes. 1994.
  - Tiger Eyes. Aus dem Englischen übersetzt von Edith Walter, Hestia, Rastatt 1995, ISBN 3-89457-054-7.
- The Revenge. (= Revenge of Mimi Quinn.) 1998.
- The Amazing Umbrella Shop. 1990.

Sachbücher
- Superwoman. Everywoman’s book of household management. 1975.
- Superwoman 2. 1977.
- Futurewoman: How to Survive Life After Thirty. 1979.
- Superwoman in Action 1979.
- The Magic Garden. 1983.
- Down with Superwoman: For Everyone Who Hates Housework. 1990.

## Adaptionen
- Lace (TV-Miniserie) Regie: William Hale, Darsteller: Bess Armstrong, Brooke Adams, Arielle Dombasle, 1984.
- The Magic Garden wurde als Computerprogramm adaptiert und von Acornsoft für BBC Micro als Shirley Conran’s Magic Garden entwickelt.